# Prom do Szwecji
Prom do Szwecji – polski fabularny z 1979 roku w reżyserii Włodzimierza Haupego.
Plener: Świnoujście.

## Obsada
- Henryk Talar jako Szczepan Zadra
- Joanna Żółkowska jako Agata
- Stanisław Bieliński jako antykwariusz Gerber
- Zygmunt Fok jako wspólnik Gerbera w Surołazach
- Henryk Machalica jako Samuelson
- Elżbieta Dmochowska jako Jolanta Madeja
- Zbigniew Buczkowski jako kierowca Żuka
- Jan Koecher jako proboszcz

i inni